# Вібраційний конвеєр
Вібраці́йний конве́єр (рос. конвейер вибрационный, англ. vibrating conveyer, нім. Vibroförderer m, Schwingförderer m, Kurzhubschwingrinne f, Vibrationsförderer m) — різновид конвеєра, принцип дії якого оснований на коливальному русі (вібрації) робочого вантажонесучого органу.

## Будова
Конструктивно вібраційний конвеєр складається з нерухомої рами, привода, одного або декількох робочих органів і пружних з'єднань. Робочий орган буває відкритого лоткового або коробчасто-трубчастого закритого типу. Останній забезпечує герметизацію матеріалу, що транспортується.

## Класифікація
В залежності від числа коливальних мас вібраційні конвеєри поділяються на одномасні, двомасні і багатомасні; за режимом коливальних рухів робочого органу — на зарезонансні, резонансні і дорезонансні. Останні найменш поширені. Розрізняють вібраційні конвеєри з круговою, еліптичною, прямолінійною, горизонтальною і похилою траєкторіями руху робочого органу. Коливальні рухи робочого органу вібраційного конвеєра можуть збуджуватися ексцентриковими, інерційними, електромагнітними, пневматичними і гідравлічними приводами. Вібраційні конвеєри, як правило, мають довжину в горизонтальному або похилому напрямах до 100 м, а у вертикальному до 10 м. Продуктивність горизонтальних і похилих вібраційних конвеєрів до 200 м3/год, вертикальних — 50 м3/год.

## Використання
Вібраційний конвеєр призначений для транспортування тонкодисперсних (від десятків мікрон), зернистих і грудкуватих матеріалів (до 1000 мм і більше) з температурою до 1000–1200 °C в горизонтальному, похилому або вертикальному напрямах. Вібраційний конвеєр широко використовуються в гірничій промисловості.
Вібраційні конвеєри найчастіше застосовують для переміщення руди. Вони постійно знаходяться і працюють під шаром підірваної руди, тому їхня конструкція повинна бути простою, міцною і надійною. Продуктивність таких конвеєрів становить 450 т/год, довжина вантажонесучого органу — 9,5 м, а потужність двигуна — 20 кВт